# Sampson
Sampson is een historisch merk van motorfietsen.
Australisch motormerk dat in 1921 geproduceerd werd door Sampson’s in Adelaide. Het merk is ook in Australië zeer onbekend en de productie bleef waarschijnlijk beperkt tot enkele machines.